# تیم ملی فوتبال زنان ولز
تیم ملی فوتبال زنان ولز نمایندهٔ فوتبال زنان ولز در ردهٔ ملی و مسازقات بین‌المللی است. این تیم تاکنون جواز حضور در جام جهانی و جام ملتهای زنان اروپا را بدست نیاورده است. تیم ملی فوتبال زنان ولز در حال حاضر در ردهٔ ۳۱ام جهان و ۲۰ام اروپا قرار دارد. این تیم تحت نظارت اتحادیه فوتبال ولز اداره می‌شود.